# Caluromys philander
Opossum laineux jaune, Opossum laineux à queue nue
Espèce
Statut de conservation UICN

 LC  : Préoccupation mineure
Caluromys philander, appelé Opossum laineux jaune ou Opossum laineux à queue nue[réf. nécessaire], est une espèce de marsupiaux de la famille des Didelphidae. C'est un opossum d'Amérique d'environ 170 grammes, relativement rare et discret, décrit et nommé par Linné en 1758.
Synonymes scientifiques : affinis, cajopolin, cayopollin, dichura, leucurus, trinitatis et venezuelae.

## Description
Durée de vie : Un spécimen a vécu 6 ans et 3 mois en captivité.

Reproduction : Jusqu'à 3 portées par an, de 1 à 7 jeunes. La gestation, de 25 jours, pourrait être la plus longue chez les opossums[réf. nécessaire].
Les parents s'occupent des petits 3 mois environ. Le jeune est autonome à 4 mois.

## Répartition et habitat
On trouve cette espèce au Venezuela, sur l'île Margarita, en Trinité-et-Tobago, au Guyana, en Guyane française, au Suriname et au Brésil.
Elle vit dans la forêt tropicale humide et la forêt subtropicale humide. C'est une espèce très arboricole qui descend rarement sur le sol.

## Reproduction
La mère peut avoir 3 portées par an. Les portées varient de 4 à 6 petits. La gestation dure 14 jours. Les petits reste ensuite dans la poche de leur mère pendant 80 jours.

## Menaces
Il est considéré comme localement menacé ou disparu, dans les zones touchées par la déforestation.

## Liste des sous-espèces
Selon Mammal Species of the World (version 3, 2005)  (19 mai 2010) :
- sous-espèce Caluromys philander affinis
- sous-espèce Caluromys philander dichurus
- sous-espèce Caluromys philander philander
- sous-espèce Caluromys philander trinitatis